# Tô Quang Trung
Tô Quang Trung (sinh 8 tháng 6 năm 1984) là một cầu thủ bóng rổ chuyên nghiệp Việt Nam chơi cho đội Thang Long Warriors ở Giải bóng rổ chuyên nghiệp Việt Nam (VBA) và đội Saigon Heat ở Giải bóng rổ nhà nghề Đông Nam Á (ABL).

## Sự nghiệp
Quang Trung gia nhập Heat trước ABL mùa giải 2013 - 14.

## Thống kê sự nghiệp

### VBA
| Năm    | Đội    | GP | GS | MPG | FG%  | 3P%  | FT%  | RPG | APG | SPG | BPG | PPG |
| ------ | ------ | -- | -- | --- | ---- | ---- | ---- | --- | --- | --- | --- | --- |
| 2016   | Cantho | 15 | 12 |     | .310 | .220 | .770 | 4.2 | 2.2 | .7  | .1  | 7.4 |
| Career | Career | 15 | 12 |     | .310 | .220 | .770 | 4.2 | 2.2 | .7  | .1  | 7.4 |